# النظم الديناميكية الخطية
'النظم الديناميكية الخطية هي نوع خاص من النظام الديناميكي حيث تكون المعادلة التي تحكم تطور النظام معادلة خطية. في حين أن النظم الديناميكية بشكل عام ليس لها نموذج حلول مغلق، غير أنه يمكن حل النظم الديناميكية الخطية بشكل تام، كما أن بها مجموعة ثرية من الخصائص الرياضية. ويمكن أيضًا استخدام النظم الخطية لفهم السلوك النوعي للنظم الديناميكية العامة، بحساب نقاط التوازن للنظام وتقريبها على أنها نظام خطي حول كل نقطة من هذه النقاط.

## مقدمة
في النظام الديناميكي الخطي، يوجد تباين في متجه الحالة
(فالبعد {\displaystyle N}-الفضاء يشير إلى أن {\displaystyle \mathbf {x} }) تساوي مصفوفة ثابتة
(تضرب قيمة {\displaystyle \mathbf {A} }) المستنتجة في
{\displaystyle \mathbf {x} }. هذا التغير يمكن أن يتخذ أحد شكلين: إما
شكل وهو تدفق، تتغير فيه {\displaystyle \mathbf {x} }
باستمرار مع مرور الوقت
{\displaystyle {\frac {d}{dt}}\mathbf {x} (t)=\mathbf {A} \cdot \mathbf {x} (t)}
أو تخطيط، فيه
{\displaystyle \mathbf {x} } تتغير منفصلة
{\displaystyle \mathbf {x} _{m+1}=\mathbf {A} \cdot \mathbf {x} _{m}}
وهذه المعدلات تعد معادلات خطية بالمعنى التالي: إذا كانت
{\displaystyle \mathbf {x} (t)} و{\displaystyle \mathbf {y} (t)}
هما حلين صحيحين، إذن فإن أي تركيب خطي
للحلين، على سبيل المثال
{\displaystyle \mathbf {z} (t)\ {\stackrel {\mathrm {def} }{=}}\ \alpha \mathbf {x} (t)+\beta \mathbf {y} (t)}
حيث {\displaystyle \alpha } و{\displaystyle \beta }
هو أية كميات قياسية. المصفوفة {\displaystyle \mathbf {A} }
لا تحتاج إلى أن تكون متماثلة.
يمكن حل النظم الخطية بشكل تام، على عكس معظم النظم غير الخطية. أحيانًا، يمكن حل النظام غير الخطي تمامًا عن طريق تغيير المتغيرات إلى نظام خطي. علاوة على ذلك، فإن حل أي نظام غير خطي (تقريبا) يمكن تقريبه إلى أقرب نظام خطي معادل له نقاط ثابتة. وبالتالي، فإن فهم النظم الخطية وحلولها هو الخطوة الأولى الهامة لفهم النظم غير الخطية الأكثر تعقيدًا.

## حل النظم الديناميكية الخطية
إذا كان المتجه المبدئي {\displaystyle \mathbf {x} _{0}\ {\stackrel {\mathrm {def} }{=}}\ \mathbf {x} (t=0)}
يتوازى مع المتجه الذاتي الأيمن {\displaystyle \mathbf {r} _{k}} of
في مصفوفة {\displaystyle \mathbf {A} }، تكون الديناميكيات بسيطة
{\displaystyle {\frac {d}{dt}}\mathbf {x} (t)=\mathbf {A} \cdot \mathbf {r} _{k}=\lambda _{k}\mathbf {r} _{k}}
حيث {\displaystyle \lambda _{k}} هي قيمة ذاتية متطابقة؛
وحل هذه المعادلة هو
{\displaystyle \mathbf {x} (t)=\mathbf {r} _{k}e^{\lambda _{k}t}}
ويمكن التأكد باستخدام الإبدال.
إذا كانت {\displaystyle \mathbf {A} } مصفوفة قطرية، فإن أي متجه في الفضاء البعدي{\displaystyle N}- يمكن أن يمثل بتركيب خطي يتضمن المتجهات الذاتية اليمنى واليسرىالمشار إليها في {\displaystyle \mathbf {l} _{k}}) من المصفوفة {\displaystyle \mathbf {A} }.
{\displaystyle \mathbf {x} _{0}=\sum _{k=1}^{N}\left(\mathbf {l} _{k}\cdot \mathbf {x} _{0}\right)\mathbf {r} _{k}}
لذا، فإن الحل العام لـ {\displaystyle \mathbf {x} (t)} هو
تركيب خطي من الحلول الفردية
للمتجهات الذاتية اليمنى
{\displaystyle \mathbf {x} (t)=\sum _{k=1}^{n}\left(\mathbf {l} _{k}\cdot \mathbf {x} _{0}\right)\mathbf {r} _{k}e^{\lambda _{k}t}}
تنطبق نفس الاعتبارات على تخطيطات الفصل.

## التصنيف في بعدين

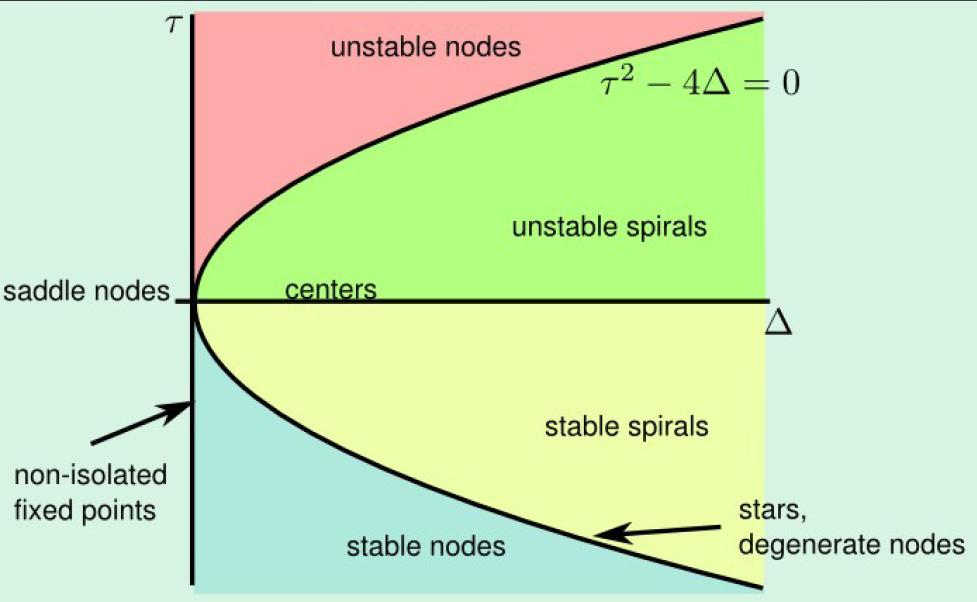
تصنيف نقطة ثابتة ثنائية الأبعاد وفقًا للأثر والمحدد في مصفوفة جاكوبي.

إن الجذور متعددة الحدود المميزة det(A - λI) هي قيم ذاتية في A. إن علامة وعلاقة هذه الجذور {\displaystyle \lambda _{n}}، ببعضها البعض يمكن أن تستخدم لتحديد استقرار النظام الديناميكي
{\displaystyle {\frac {d}{dt}}\mathbf {x} (t)=\mathbf {A} \mathbf {x} (t).}
بالنسبة للنظام الثنائي الأبعاد، فإن متعددة الحدود المميزة هي من الشكل {\displaystyle \lambda ^{2}-\tau \lambda +\Delta =0} حيث {\displaystyle \tau } هي الأثر و{\displaystyle \Delta } هي المحدد للقيمة A. وبالتالي فإن الجذرين يكونان في الصيغة:
{\displaystyle \lambda _{1}={\frac {\tau +{\sqrt {\tau ^{2}-4\Delta }}}{2}}}
{\displaystyle \lambda _{2}={\frac {\tau -{\sqrt {\tau ^{2}-4\Delta }}}{2}}}
لاحظ أيضًا أن {\displaystyle \Delta =\lambda _{1}\lambda _{2}} و {\displaystyle \tau =\lambda _{1}+\lambda _{2}}. وبالتالي إذا كانت {\displaystyle \Delta <0} فإن القيم الذاتية تكون بعلامة معاكسة، والنقطة الثابتة تكون مرتفعة. إذا كانت {\displaystyle \Delta >0} فإن القيم الذاتية تكون لها نفس العلامة. وبالتالي إذا كانت {\displaystyle \tau >0} وكان كلاهما سالبًا وكانت النقاط غير مستقرة، وكانت {\displaystyle \tau <0} فإن كليهما يكون سالبًا وتكون النقاط مستقرة. وستعلم من خلال المميز إذا ما كانت النقطة عقدية أو حلزونية (يعني إذا كانت القيم الذاتية حقيقية أم معقدة)